# Florus (historicus)

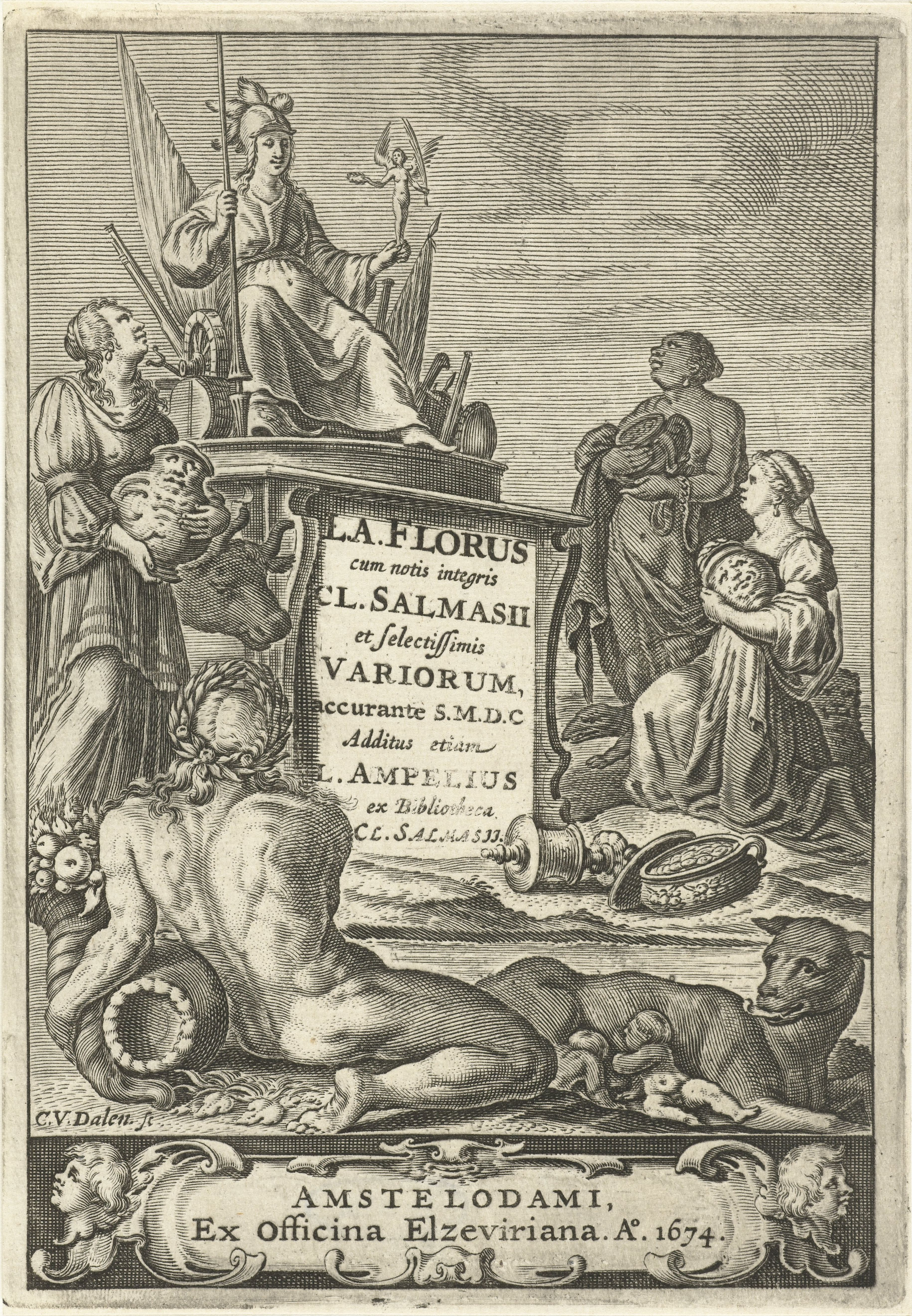
Titelpagina voor: L. Annius Florus (vertaler: Claudius Salmasius), Epitome rerum Romanarum, Lowijs Elzevier (III) en Daniel Elzevier (uitgevers), Amsterdam 1674.

Florus was een Romeins geschiedschrijver, die leefde in de tijd van Trajanus en Hadrianus.
Hij stelde, voornamelijk op basis van het werk van Titus Livius, een kort overzicht van de geschiedenis van Rome vanaf de stichting van de stad tot de sluiting van de poorten van de Tempel van Janus door Augustus (25 v.Chr.) samen. Het werk, dat de naam Epitome de T. Livio Bellorum omnium annorum DCC Libri duo draagt, is in een bombastische en retorische stijl geschreven - een panegyriek op de grootsheid van Rome, waarvan Florus de levensloop opdeelt in kindertijd, jeugd en volwassenheid. Het werk heeft het vaak bij het verkeerde eind wanneer het gaat om geografische en chronologische details. In weerwil van zijn fouten bleef het boek echter veel gebruikt gedurende de middeleeuwen en werd het tot in de negentiende eeuw gebruikt als studieboek.
In de manuscripten worden de schrijver verschillende namen toebedeeld, zoals Iulius Florus, Lucius Annaeus Florus, of gewoon Annaeus Florus. Op basis van bepaalde gelijkenissen in stijl is hij door verscheidene geleerden geïdentificeerd als Publius Annius Florus, dichter, retoricus en vriend van Hadrianus, en auteur van een dialoog over de vraag of Vergilius een redenaar of dichter was, waarvan slechts de inleiding is bewaard gebleven.
Christoffel Plantijn publiceerde in 1567 te Antwerpen twee teksten van Lucius Florus (twee titelpagina's) in één band. De twee titels zijn (ruwweg) de volgende: 1) L.IVLII Flori de Gestis Romanorum, Historiarum; 2) Commentarius I STADII L.IVLII Flori de Gestis Romanorum, Historiarum. De eerste titel telt 149 pagina's, de tweede 222 pagina's plus een index in een boek op 12mo (duodecimo) formaat.